# Gozdna železnica na Donački gori in Resniku
Gozdna železnica na Donački gori in Reseniku je služila kot prometna pot za prevoz lesa iz gozdov Donačke gore in Resenika.
Gozdna železnica se je pričela pri velikem skladišču lesa ob cesti Rogatec - Žetale pri zaselku Vrh v občini Žetale. Od zaselka Vrh (426 mnm) se je proga v mnogih zavojih vzpenjala proti Medgoram (522 mnm), prelazu med Donačko goro in Resenikom. Tu se je cepila proti zahodu na Donačko goro (882 mnm) in proti vzhodu na Resenik (735 mnm).
Progo so zgradili leta 1924. Njena širina ni znana, predvideva pa se, da je bila širina tirnic 0,60 m. Celotna dolžina proge je bila 4 km. Proga je pokrivala gozdove, bogate z bukovim lesom. Na koncu proge proti Reseniku so bila kopišča, kjer so iz manj kakovostnega lesa kuhali oglje in ga prav tako po železnici vozili v dolino.
Proga je obratovala po principu samotežnosti. Prazne vagončke so v gozd vlekli konji, od tam pa so se polno naloženi sami spuščali v dolino. Kot povsod na takih progah so tudi tu vsak vagonček posebej zavirali zavirači.
Zaradi nerentabilnosti so progo 1932 ukinili. Po drugi svetovni vojni so traso opuščene gozdne železnice uporabljali za vleko, del trase pa spremenili v gozdno cesto proti Donački gori.